# Јохан Фридрих Овербек
Јохан Фридрих Овербек (Либек, 3. јул 1789 — Рим, 12. септембар 1869) је био немачки сликар и најзаначајнији представник Назарена. У Бечу је студирао од 1806. где је заједно са Францом Пфором и другим уметницима основао Лукино братство. Уметнички идеал и циљ ове групе било је оживљавање хришћанске уметности повратком на старонемачко сликарство (Албрехт Дирер) и што је карактеристично за Овербека повратком на ренесансно италијанско слиакрство (Перуђино, Рафаел). Значајне су његове слике Италија и Германија (1828) и Тријумф религије у уметности. Створио је и значајане појединачне и групне портрете. Касније је углавном израђивао скице за фреске.

## Биографија
Овербек се родио у северно- немачком граду Либеку 1789. године. Студирао је у Бечу код тада славног Хенриха Фигера који је био тада представник бечког класицизма. Образовање пак јако захтевном Овербаху није одговарало и тако је са једном групом сликара отишао у Италију у Рим и ту 1813. године прешао на католицизам. Овде је наставио рад са групом назарета која је тежила да уметност врати у давна времена када су сви идеали у уметности били заједнички и нарочито се противио маниризму и враћали су се на Ђота, и Перуђина и постепено су добили на утицају у целој Европи. Овербекови хладне и укочене слике су постепено код већине модернистички настројене јавности почеле изазивати отпоре.
Фридрих Овербек ни мање ни више пожњео је многе успехе и добио многе награде и признања а умро је 1869. године у Риму.